# 亿康先达
亿康先达（德語：Egon Zehnder）是一家瑞士管理咨询和猎头公司。

## 历史
1953年创建于瑞士苏黎世，目前在40个国家地区拥有68个办事处，有超过450位咨询师和2600位员工。